# Epomophorus angolensis
Il pipistrello della frutta dalle spalline angolano (Epomophorus angolensis  Gray, 1870) è un pipistrello appartenente alla famiglia degli Pteropodidi, diffuso nell'Africa meridionale.

## Descrizione

### Dimensioni
Pipistrello di medie dimensioni con la lunghezza della testa e del corpo tra 130 e 158 mm, la lunghezza dell'avambraccio tra 81 e 94 mm, la lunghezza della coda tra 3 e 5 mm, la lunghezza delle orecchie tra 23 e 28 mm e un'apertura alare di 67 cm.

### Aspetto
La pelliccia è moderatamente lunga, soffice e leggermente lanuginosa. Le parti dorsali variano dal marrone chiaro al bruno-rossastro con la base dei peli più scura e talvolta più chiare sulle spalle, mentre le parti ventrali sono più chiare, eccetto che nei maschi adulti nei quali il mento, la gola ed il petto e le spalle sono bruno-rossastri scuri. I maschi hanno due ciuffi di lunghi peli bianchi intorno alle ghiandole situate su ogni spalla. Il muso è lungo e sottile, gli occhi sono grandi. Le labbra e le guance sono carnose ed estensibili. Le orecchie sono corte, arrotondate, marroni scure e con due macchie bianche alla base anteriore e posteriore. Le ali sono marroni, attraversate da 16 fasce trasversali ed attaccate posteriormente alla base del secondo dito del piede. La coda è rudimentale, mentre l'uropatagio è ridotto ad una sottile membrana lungo la parte interna degli arti inferiori. Sono presenti 4 creste palatali inter-dentali e 2 post-dentali.

## Biologia

### Comportamento
Si rifugia solitariamente o in gruppi fino a qualche centinaio di individui tra le fronde private di foglie di alberi di Acacia.

### Alimentazione
Si nutre di frutta di alberi coltivati.

### Riproduzione
Sono stati osservati piccoli insieme alle proprie madri nei mesi di settembre ed ottobre.

## Distribuzione e habitat
Questa specie è diffusa nell'Angola occidentale e in Namibia nord-occidentale.
Vive in diversi tipi di Savane alberate, nelle foreste fluviali ed altri tipi di foreste di sempreverdi con alberi da frutto.

## Conservazione
La IUCN Red List, considerato il declino della popolazione del 30% negli ultimi 10 anni a causa della perdita del proprio habitat, classifica E.angolensis come specie prossima alla minaccia di estinzione (Near Threatened).